# Charles Berling
Pour les articles homonymes, voir Berling (homonymie).
Charles Berling, né le 30 avril 1958 à Saint-Mandé (Val-de-Marne), est un acteur, metteur en scène, directeur de théâtre, réalisateur, scénariste, producteur et chanteur français.

## Biographie

### Enfance et formation
Charles Berling est le quatrième d'une fratrie de six enfants (cinq frères et sœurs). Fils de Christian Berling, un médecin de marine anesthésiste issu d’une famille de polytechniciens, il est aussi le neveu de l'universitaire et critique littéraire Raymond Picard. Sa mère, Nadia, née à Meknès (Maroc) et morte en 2004, professeur d’anglais puis femme au foyer, est la « fille unique de colons du Maroc »,. Ses parents l'ont baptisé Charles parce qu'il est né en 1958 et que « de Gaulle les impressionnait beaucoup ».
À deux ans, suivant les affectations de son père, il quitte Paris pour Brest, puis Toulon, avant de partir, à sept ans, pour Tahiti et Moorea. Il revient à Toulon sept ans plus tard.
Il découvre le théâtre à quinze ans en jouant au sein de l'atelier théâtre, créé par son frère aîné, au lycée Dumont-d'Urville de Toulon.
Après son baccalauréat, il suit une formation de comédien à l'INSAS à Bruxelles puis intègre la Compagnie des Mirabelles et le théâtre national de Strasbourg dirigé par Jean-Louis Martinelli.

### Carrière
Après une dizaine d'années de carrière exclusivement théâtrale, il se fait connaître au grand public par les films Nelly et Monsieur Arnaud de Claude Sautet et surtout, en 1996, Ridicule de Patrice Leconte pour lequel il est nommé pour le César du meilleur acteur.
Il a joué des rôles divers, du blanchisseur de province un peu complexé de Nettoyage à sec au cadre aux dents longues dans Demonlover. Il alterne films populaires (Père et Fils, 15 août...) et des films d'auteur (L'Ennui, L'Heure d'été...).
En 2002, il interprète Jean Moulin dans un téléfilm pour France 2. Début 2009, il se met dans la peau de Robert Badinter, dans l'adaptation télévisée des ouvrages L'Abolition et L'Exécution, écrits par ce dernier qui fut Garde des Sceaux de 1981 à 1986. Ce téléfilm sera suivi en moyenne par environ 3,8 millions de téléspectateurs.
Le 22 avril 2010, Charles Berling et son frère Philippe Berling, metteur en scène, sont nommés à la direction du théâtre Liberté à Toulon par le maire Hubert Falco. Cette salle, un ancien cinéma Pathé reconverti en théâtre, a ouvert en septembre 2011. Il dispose de trois salles de 703, 200  et   146 places. L'inauguration du théâtre a eu lieu le 17 septembre 2011. Il a obtenu le 23 avril 2015 le label Scène nationale.
Occasionnellement chanteur, Charles Berling publie un album, Jeune Chanteur, le 6 février 2012. Il a collaboré avec plusieurs artistes comme Carla Bruni-Sarkozy, Bertrand Burgalat ou encore Philippe Jakko pour la composition et écrit les paroles de toutes ses chansons.
À partir de 2022, il participe à plusieurs podcasts historiques produits par Philippe Collin consacrés notamment à Léon Blum, Louis-Ferdinand Céline et Philippe Pétain.

### Vie privée
Charles Berling est le père de l'acteur Émile Berling qu’il a eu avec la photographe Sophie Hatier.
En 2011, il confie avoir eu des expériences homosexuelles. Il dit être aujourd'hui principalement attiré par les femmes, mais juge qu'avoir eu d'autres expériences l'a aidé à mieux comprendre les femmes. Il ajoute ne pas vouloir choisir un « camp » et préfère ne se considérer ni gay, ni hétérosexuel, ni bisexuel,.
Il a été en couple avec Virginie Coupérie-Eiffel, l'arrière-arrière-petite-fille de Gustave Eiffel et ancienne compagne de Julien Clerc. En septembre 2017, il officialise sa relation avec l'actrice Pauline Cheviller.
Il se déclare « athée convaincu ».

### Engagements
Fervent défenseur de l'île de Ré, il est président du Comité de soutien l'Étoile de Vauban de Saint-Martin-de-Ré, créé pour porter la candidature du Réseau des sites majeurs de Vauban au patrimoine mondial de l'UNESCO.
En 2016, il accepte d'être le parrain de l'association toulonnaise « Sans toit et si c'était toi Toulon 83 », association d'aide aux sans abri, apolitique et non subventionnée. Par le biais des « billets suspendus » et son désir de « culture pour tous », il offre à quelques bénéficiaires, la possibilité d'assister gratuitement aux spectacles du théâtre liberté.
En octobre 2019, il signe avec quarante personnalités du monde du spectacle et de la culture, parmi lesquelles Pierre Arditi, Denis Podalydès, Jean Reno, l'ex-ministre de la Culture Françoise Nyssen ou le journaliste Patrick de Carolis, un appel contre l'interdiction de la corrida aux mineurs que la députée Aurore Bergé voulait introduire dans une proposition de loi sur le bien-être animal.
Il appelle à voter pour le candidat Les Républicains Renaud Muselier aux élections régionales de 2021 en Provence-Alpes-Côte d'Azur.
Le 25 décembre 2023, il signe avec une cinquantaine d'acteurs, réalisateurs et metteurs en scène une tribune dans Le Figaro, en défense de Gérard Depardieu, accusé de viols et de violences sexistes et sexuelles par 13 femmes. Il prend quelques jours plus tard ses distances avec cette tribune. Il déclare : « Je combats au quotidien les idées d’extrême droite portées par son auteur, je regrette le manque de nuance et les raccourcis de ce texte et j’entends l’indignation qu’il suscite » et affirme l'avoir signé « en tant que citoyen, artiste et responsable culturel, je défends la légitimité de la justice contre les effets de horde et de meute et c’est cette haine collective, rendue possible par l’usage massif des réseaux sociaux que j’ai voulu dénoncer ».
En juillet 2024, il appelle à faire barrage au Rassemblement national aux élections législatives.

## Filmographie

### Cinéma
- 1982 : Meurtres à domicile de Marc Lobet
- 1985 : Vacherie (court métrage) de François Christophe
- 1985 : Nuit froide (court métrage) de Nadyne Bensadoun
- 1993 : Les Vaisseaux du cœur d'Andrew Birkin
- 1994 : Just Friends de Marc-Henri Wajnberg
- 1994 : Dernier Stade de Christian Zerbib
- 1994 : Consentement mutuel de Bernard Stora
- 1994 : Petits Arrangements avec les morts de Pascale Ferran
- 1994 : Couples et Amants de John Lvoff
- 1995 : Nelly et Monsieur Arnaud de Claude Sautet
- 1995 : Pullman paradis de Michèle Rosier
- 1996 : Love, etc. de Marion Vernoux
- 1996 : Ridicule de Patrice Leconte
- 1997 : Nettoyage à sec d'Anne Fontaine
- 1997 : Les Palmes de monsieur Schutz de Claude Pinoteau
- 1998 : La Cloche (court métrage) de Charles Berling
- 1998 : L'Inconnu de Strasbourg de Valeria Sarmiento
- 1998 : Ceux qui m'aiment prendront le train de Patrice Chéreau
- 1998 : L'Ennui de Cédric Kahn
- 1999 : Un pont entre deux rives de Frédéric Auburtin et Gérard Depardieu
- 1999 : Fait d'hiver de Robert Enrico
- 2000 : Une affaire de goût de Bernard Rapp
- 2000 : Berlin Niagara (Obsession) de Peter Sehr
- 2000 : Les Destinées sentimentales d'Olivier Assayas
- 2000 : Stardom de Denys Arcand
- 2000 : Scènes de crimes de Frédéric Schoendoerffer
- 2000 : Comédie de l'innocence de Raoul Ruiz
- 2001 : Les Âmes fortes de Raoul Ruiz
- 2001 : Un jeu d'enfants de Laurent Tuel
- 2001 : Comment j'ai tué mon père d'Anne Fontaine
- 2001 : 15 août de Patrick Alessandrin
- 2002 : Cravate club de Frédéric Jardin
- 2002 : Demonlover d'Olivier Assayas
- 2002 : Filles perdues, cheveux gras de Claude Duty
- 2003 : Je reste ! de Diane Kurys
- 2003 : Père et Fils de Michel Boujenah
- 2004 : Agents secrets de Frédéric Schoendoerffer
- 2004 : Le Soleil assassiné d'Abdelkrim Bahloul
- 2004 : La Marche de l'empereur de Luc Jacquet, voix
- 2004 : La Maison de Nina de Richard Dembo
- 2005 : J'ai vu tuer Ben Barka de Serge Le Péron
- 2005 : Grabuge ! de Jean-Pierre Mocky
- 2005 : Un fil à la patte de Michel Deville
- 2006 : Je pense à vous de Pascal Bonitzer
- 2006 : L'Homme de sa vie de Zabou Breitman
- 2006 : Une vérité qui dérange d'Al Gore : commentaire
- 2008 : L'Heure d'été d'Olivier Assayas
- 2008 : Caos calmo d'Antonello Grimaldi
- 2008 : Par suite d'un arrêt de travail... de Frédéric Andréi
- 2008 : Les Murs porteurs de Cyril Gelblat
- 2010 : Krach de Fabrice Genestal
- 2010 : Insoupçonnable de Gabriel Le Bomin
- 2011 : Propriété interdite d'Hélène Angel
- 2012 : Le Prénom d'Alexandre de La Patellière et Matthieu Delaporte
- 2012 : Comme un homme de Safy Nebbou
- 2012 : Des abeilles et des hommes de Markus Imhoof, (voix off pour la version française)
- 2013 : 20 ans d'écart de David Moreau
- 2014 : L'Enquête de Vincent Garenq : le juge Renaud Van Ruymbeke
- 2015 : On voulait tout casser de Philippe Guillard
- 2015 : Marie Curie de Marie-Noëlle Sehr : Pierre Curie
- 2016 : Elle de Paul Verhoeven
- 2016 : Le Correspondant de Jean-Michel Ben Soussan
- 2016 : Le Cœur en braille de Michel Boujenah
- 2017 : Marvin ou la Belle Éducation d'Anne Fontaine
- 2018 : Fleuve noir d'Érick Zonca
- 2018 : Un beau voyou de Lucas Bernard
- 2019 : Celle que vous croyez de Safy Nebbou
- 2019 : Exfiltrés d'Emmanuel Hamon
- 2019 : Blanche comme neige d'Anne Fontaine
- 2019 : Trois Jours et une vie de Nicolas Boukhrief
- 2022 : Mascarade de Nicolas Bedos
- 2023 : Flo de Géraldine Danon

### Télévision
- 1988 : Les Nouveaux Chevaliers du ciel de Patrick Jamain, Jacquier
- 1989 : Condorcet de Michel Soutter
- 1990 : Monstre aimé de Frédéric Compain
- 1992 : La Femme à l'ombre de Thierry Chabert
- 1995 : Jules et Jim de Jeanne Labrune
- 1997 : Une femme à suivre de Patrick Dewolf
- 2002 : Jean Moulin d'Yves Boisset : Jean Moulin
- 2005 : Permis d'aimer de Rachida Krim
- 2005-2006 : Inséparables d'Élisabeth Rappeneau Série télévisée 3 épisodes : Drôles de zèbres,  Tout nouveau, tout beau, Nouveaux Départs
- 2005 : Dalida de Joyce Buñuel
- 2007 : Notable, donc coupable de Francis Girod et Dominique Baron
- 2008 : Myster Mocky présente : épisode Le Farceur  de Jean-Pierre Mocky : Brad
- 2008 : L'Abolition de Jean-Daniel Verhaeghe : Robert Badinter
- 2012 : Nos retrouvailles de Josée Dayan
- 2012 : Beyrouth hôtel (Beirut Hotel) de Danielle Arbid
- 2012 : Le Reste du monde de Damien Odoul
- 2014 : Provence, août 1944, l'autre débarquement de Christian Philibert, voix du narrateur
- 2015 : Trepalium de Vincent Lannoo
- 2015 : Tu es mon fils de Didier Le Pêcheur
- 2017 : Glacé de Laurent Herbiet
- 2017 : Capitaine Marleau (épisode 7 : A ciel ouvert) de Josée Dayan
- 2021 : L'Île aux trente cercueils : Raphaël Vorski
- 2023 : Les Siffleurs de Nathalie Marchak : Maulin
- 2023 : The New Look de Julia Ducournau : Pierre Wertheimer
- 2024 : L'Enchanteur de Philippe Lefebvre : Romain Gary

## Théâtre

### Comédien
- 1981 : Ça de Sabra Ben Arfa, Charles Berling, Marie-Pierre Meinzel
- 1981 : Le Dibbouk de Shalom Anski, mise en scène Moshe Leiser
- 1982 : Passage Hagard création et mise en scène de la Compagnie des Mirabelles, Théâtre Déjazet, Festival d'Avignon off
- 1983 : Dernières Nouvelles de la peste de Bernard Chartreux, mise en scène Jean-Pierre Vincent, Festival d'Avignon, Théâtre national de Strasbourg
- 1984 : Entre chien et loup ou La véritable histoire d'Ah Q de Christoph Hein, mise en scène Bernard Sobel, théâtre de Gennevilliers
- 1984 : Les Orphelins de Jean-Luc Lagarce, mise en scène Christiane Cohendy, Théâtre Ouvert
- 1984 : Le Retour d'Harold Pinter, mise en scène Stuart Seide, théâtre de l'Athénée-Louis-Jouvet
- 1985 : L'École des femmes de Molière, mise en scène Bernard Sobel, théâtre de Gennevilliers
- 1986 : Ce qui est resté d'un Rembrandt déchiré en petits carrés bien réguliers et jeté aux chiottes de Jean Genet, mise en scène Jean-Michel Rabeux, Théâtre de l'Atalante, Teatro Due Festival de Parme, théâtre des Arts Cergy-Pontoise
- 1986 : Le Parc de Botho Strauss, mise en scène Claude Régy, théâtre national de Chaillot
- 1986 : Les Voisins de Michel Vinaver, mise en scène Alain Françon, théâtre Ouvert
- 1988 : Le Public de Federico García Lorca, mise en scène Jorge Lavelli, théâtre national de la Colline
- 1988 : Le Perroquet vert d'Arthur Schnitzler, mise en scène Michel Didym
- 1988 : Monstre aimé de Javier Tomeo, mise en scène Jacques Nichet, théâtre des 13 vents, théâtre national de la Colline
- 1989 : Monstre aimé de Javier Tomeo, mise en scène Jacques Nichet, Théâtre national de Strasbourg
- 1990 : La Maman et la Putain de Jean Eustache, mise en scène Jean-Louis Martinelli d'après le film réalisé par Jean Eustache, théâtre Daniel-Sorano Toulouse, théâtre de Lyon, Chambéry, MC93 Bobigny, Caen, Cherbourg, Lausanne
- 1990 : Conversations d'idiots de Dominique Ducos, mise en scène Walter Le Moli, Festival d'Avignon
- 1991 : Une sale histoire d'après Jean-Noël Picq, mise en scène Jean-Louis Martinelli, adaptation de Jean Eustache
- 1992 : L'Église de Louis-Ferdinand Céline, mise en scène Jean-Louis Martinelli, théâtre Nanterre-Amandiers
- 1993 : Les Marchands de gloire de Marcel Pagnol et Paul Nivoix, mise en scène Jean-Louis Martinelli, MC93 Bobigny, tournée
- 1993 : Le Chasseur de lions de Javier Tomeo, mise en scène Jean-Jacques Préau, théâtre de la Bastille, Petit Montparnasse
- 1993 : De mes propres mains de Pascal Rambert, mise en scène Pascal Rambert, théâtre Nanterre-Amandiers
- 1993 : Le Bavard de Louis-René des Forêts, mise en scène Michel Dumoulin, Festival d'Avignon
- 1994 : Les Marchands de gloire de Marcel Pagnol et Paul Nivoix, mise en scène Jean-Louis Martinelli, théâtre de Nice, La Ferme du Buisson, théâtre national de Strasbourg, tournée
- 1995 : Roberto Zucco de Bernard-Marie Koltès, mise en scène Jean-Louis Martinelli, théâtre national de Strasbourg
- 1995 : L'Année des treize lunes de Rainer Werner Fassbinder, mise en scène Jean-Louis Martinelli, Festival d'Avignon, Théâtre national de Strasbourg, Grande halle de la Villette
- 1996 : Roberto Zucco de Bernard-Marie Koltès, mise en scène Jean-Louis Martinelli, théâtre Nanterre-Amandiers
- 1996 : La Cour des comédiens d'Antoine Vitez, mise en scène Georges Lavaudant, cour d'honneur Festival d'Avignon
- 1996 : Ordure de Robert Schneider, mise en scène Charles Berling, Théâtre national de Strasbourg
- 1997 : L'Histoire du soldat d'Igor Stravinsky, mise en scène Emmanuel Plasson, Orchestre national du Capitole de Toulouse
- 1998 : Œdipe le Tyran de Sophocle, adaptation Friedrich Hölderlin, mise en scène Jean-Louis Martinelli, Cour d'Honneur Festival d'Avignon, théâtre des Gémeaux Sceaux, théâtre national de Strasbourg
- 2001 : Cravate club de Fabrice Roger-Lacan, mise en scène Isabelle Nanty, théâtre de la Gaîté-Montparnasse
- 2002 : Voyage en Afrique de Jacques Jouet, mise en scène Jean-Louis Martinelli, théâtre Nanterre-Amandiers
- 2004 : Hamlet de William Shakespeare, mise en scène Patrice Caurier et Moshe Leiser, théâtre Nanterre-Amandiers : Hamlet
- 2006 : Caligula d'Albert Camus, mise en scène Charles Berling, Théâtre de l'Atelier : Caligula
- 2007 : L'Histoire du soldat d'Igor Stravinsky, mise en scène Michael Lonsdale, La Comète Châlons-en-Champagne
- 2007 : Caligula d'Albert Camus, mise en scène Charles Berling, théâtre des Célestins
- 2008 : Fin de partie de Samuel Beckett, mise en scène Charles Berling, Théâtre de l'Atelier : Clov
- 2009 : Fin de partie de Samuel Beckett, mise en scène Charles Berling, Théâtre des Célestins : Clov
- 2009 : La Marche de Bernard-Marie Koltès, mise en scène Michel Didym, L'Intégrale Koltès Arsenal-Metz en scènes
- 2010 : L'Infâme de Roger Planchon, mise en voix Jacques Rosner, théâtre Ouvert
- 2010 : Le Donneur de bain de Dorine Hollier, mise en scène Dan Jemmett, théâtre Marigny
- 2011 : Ithaque de Botho Strauss, mise en scène Jean-Louis Martinelli, théâtre Nanterre-Amandiers
- 2012 : Gould et Menuhin, mise en scène Christiane Cohendy et Charles Berling, théâtre Liberté
- 2013 : Gould et Menuhin, mise en scène Christiane Cohendy et Charles Berling, théâtre de l'Atelier
- 2013 : Inconnu à cette adresse de Kressmann Taylor, mise en scène Delphine de Malherbe, théâtre Antoine
- 2014 : Inconnu à cette adresse de Kressmann Taylor, mise en scène Delphine de Malherbe, théâtre Liberté
- 2015 : Vu du pont d'Arthur Miller, mise en scène Ivo Van Hove, Théâtre de l'Odéon
- 2016 : Dans la Solitude des Champs de Coton de Bernard-Marie Koltès, mise en scène Charles Berling, Théâtre Liberté et TNS
- 2018 -  2019 : « Art » de Yasmina Reza, mise en scène Patrice Kerbrat, théâtre Antoine
- 2020 : Inconnu à cette adresse de Kressmann Taylor, mise en scène Delphine de Malherbe, Festival de Ramatuelle
- 2020 : Les Parents terribles  de Jean Cocteau, mise en scène de Christophe Perton, Théâtre National de Nice
- 2021 - 2022 : Deux amis de Pascal Rambert, mise en scène de l'auteur, Théâtre National de Strasbourg, théâtre des Bouffes du Nord, tournée
- 2023 : Après la répétition / Persona d'après Ingmar Bergman, mise en scène Ivo van hove, théâtre de la Ville
- 2025 : C'est si simple l'amour de Lars Norén, mise en scène Charles Berling, Le Liberté - Scène nationale et tournée

### Metteur en scène
- 1986 : Succubations d'Incubes des A.P.A. (Acteurs, Producteurs, Associés)
- 1996 : Ordure de Robert Schneider, théâtre national de Strasbourg
- 2005 : Caligula d'Albert Camus, théâtre de l'Atelier
- 2005 : Pour ceux qui restent de Pascal Elbé, théâtre de la Gaîté-Montparnasse
- 2008 : Fin de partie de Samuel Beckett, théâtre de l'Atelier
- 2012 : Gould et Menuhin, avec Christiane Cohendy, théâtre Liberté, théâtre de l'Atelier
- 2014 : Dreck de Robert Schneider, théâtre Liberté
- 2025 : C'est si simple l'amour de Lars Norén, théâtre Liberté

## Publications
- Les Joueurs. Entretiens avec Michel Bouquet, Éditions Grasset, 2001
- Aujourd'hui, maman est morte avec Sophie Blandinières, éditions Flammarion, 2011 – Prix Jean-Jacques-Rousseau en 2012
- Un homme sans identité, Le Passeur éditeur, 2018
- « Jouez : ça vit ! », entretien avec Roger-Michel Allemand, Loxias, numéro 88, Université Côte d’Azur, 2025

## Distinctions

### Récompenses
- 1997 : Lumière du meilleur acteur pour Ridicule
- 1999 : Étoile d'or du premier rôle masculin pour L'Ennui
- 2012 : prix Jean-Jacques-Rousseau de l'autobiographie pour Aujourd'hui, maman est morte
- Molières 2016 : Molière du comédien dans un spectacle de théâtre public pour Vu du pont
- Prix du Syndicat de la critique 2016 : meilleur comédien pour Vu du pont

### Nominations
- César 1995 : Meilleur espoir masculin pour Petits Arrangements avec les morts
- César 1997 : Meilleur acteur pour Ridicule
- César 1998 : Meilleur acteur pour Nettoyage à sec
- César 1999 : Meilleur acteur pour L'Ennui
- César 2001 : Meilleur acteur pour Les Destinées sentimentales
- Molières 2024 : Molière du comédien dans un spectacle de théâtre public pour Après la répétition/persona

### Distinctions
- Commandeur de l'ordre des Arts et des Lettres (2014)[16]
- Chevalier de l'ordre du Mérite culturel de Monaco (2023)[17].